# Elymnias phrikonis
Elymnias phrikonis är en fjärilsart som beskrevs av Hans Fruhstorfer 1899. Elymnias phrikonis ingår i släktet Elymnias och familjen praktfjärilar. Inga underarter finns listade i Catalogue of Life.